# Kościół Świętej Rodziny w Olecku
Kościół Świętej Rodziny w Olecku – rzymskokatolicki kościół parafialny należący do parafii pod tym samym wezwaniem (dekanat Olecko – Niepokalanego Poczęcia Najświętszej Maryi Panny diecezji ełckiej).
Budowa świątyni i domu parafialnego została rozpoczęta w 1993 roku. Drzewo krzyża zostało kupione w tartaku w Wydminach przez księdza proboszcza Mieczysława w 1994 roku, z którego krzyż wykonał pan Piotr Rytwiński. Krzyż został ustawiony na placu budowy we wrześniu 1994 roku. Plac budowy kościoła i krzyż zostały poświęcone przez księdza biskupa Edwarda Samsela w dniu 16 września 1994 roku.
Jest to świątynia wzniesiona z cegły ceramicznej, otynkowana, pokryta blachą. W centralnym miejscu prezbiterium jest umieszczona płaskorzeźba św. Rodziny z Nazaretu. Na ścianach bocznych zawieszone są stacje Drogi Krzyżowej, dzieło artysty z Białorusi. Wnętrze kościoła jest obecnie wykańczane (rok 2022). Obok świątyni została wzniesiona wieża, z której można usłyszeć dźwięk kurantów.